# Skids (cómic)
Para los Transformers, vea Skids.
Skids, o Desliza en España (Sally Blevins), es un personaje mutante ficticio que aparece en los cómics estadounidenses publicados por Marvel Comics.

## Historia de publicación
Creado por la escritora Louise Simonson y el artista Jackson Guice, Skids apareció por primera vez en X-Factor # 7 vol. 1 (agosto de 1986), primero como una de los Morlocks de alcantarillado y luego como joven pupila de X-Factor. Ella permaneció como un personaje secundario a través de X-Factor vol. 1 # 33, pero durante los eventos de Inferno ella formó los X-Terminators junto con sus compañeros Boom-Boom, Rusty Collins y Rictor, así como los niños mutantes más pequeños, Artie Maddicks, Leech y Wiz Kid, en X-Terminators # 1- 4 (1988). Después en Inferno, Skids (junto con los tres X-Terminators más antiguos) se unieron a los miembros restantes de Nuevos Mutantes en New Mutants vol. 1 # 76, pero deja el título como regular después de unirse al Frente de Liberación Mutante con Rusty en New Mutants vol. 1 # 87 (1990). Skids dejaría la publicación regular, pero aparecería de forma semipreparada como una antagonista de X-Men y Fuerza-X originalmente con el MLF en el volumen 2 # 13-15 (1992) de X-Men y X-Force vol. 1 # 24 (1993), pero más tarde con Acolytes: X-Men volumen 2 # 25 (1993), Cable vol. 1 # 10-11 (1994); Uncanny X-Men # 315 (1994), y X-Men volumen 2 # 42-44 (1995). Posteriormente, Skids dejó los Acólitos y apareció con poca frecuencia en publicaciones, solo en historias aisladas: como estudiante universitario que intentaba reconstruir su vida en el volumen 1 de la Fuerza X # 78-80, 85 (1998-99), como miembro de la Corporación-X en X-Treme X-Men # 42-46 (2004), como uno de El 198 en X-Men vol. 2 # 183-184 (2006), como agente de S.H.I.E.L.D. que se infiltra en los Morlocks en Uncanny X-Men # 487-491 (2007), y más recientemente, aún con S.H.I.E.L.D. en Tales of Suspense # 101-104 (2018).

## Biografía ficticia

### Morlocks
Poco se ha revelado del pasado de Sally Blevins. Cuando era adolescente, Sally fue abusada por su padrastro pero Sally le dio el sartenazo en cabeza salvando su vida, su madre llamo la policía para denunciar al padrastro después el padrastro se levanta sobrevivindo pero fue arrestado y condenado 50 año de prisión. Sally terminó fugitiva, viviendo en, o más bien, bajo las calles con los Morlocks, un grupo de mutantes sin hogar. La mayoría de los Morlocks voluntariamente (o, en algunos casos, involuntariamente) tomaron apariciones inhumanas a manos del escultor facial Morlock, Masque. El campo de fuerza de Sally la protegió del poder de Masque, permitiéndole mantener su apariencia normal, lo que provocó el resentimiento de algunos Morlocks. En un momento dado, Skids se encontró con Rusty Collins, mientras estaba siendo perseguido por la Fuerza de la Libertad (ejecutores de mutantes autorizados por el gobierno compuestos por exmiembros de la Hermandad de Mutantes) y una multitud de humanos que odiaban a los mutantes. Rusty accidentalmente hirió a una mujer con sus poderes pirocinéticos y fue buscado por el gobierno de los Estados Unidos. El campo de fuerza de Skids les permitió a los dos escapar fácilmente, pero finalmente fueron superados por Fuerza de la Libertad en el borde de Central Park.
Antes de que los malvados mutantes pudieran tomarlos, una multitud de humanos atacó a la Fuerza de la Libertad. En la confusión, Skids y Rusty escaparon. Los patines intentaron llevar a Rusty a la seguridad de la casa subterránea de los Morlocks, pero Fuerza de la Libertad los alcanzó nuevamente, esta vez en las alcantarillas de Nueva York. El miembro de la Fuerza Blob estaba golpeando a Rusty contra la pared de la alcantarilla cuando llegó el equipo del héroe mutante X-Factor. Después de una breve escaramuza, Fuerza de la Libertad se retiró y Skids y Rusty quedaron en manos de X-Factor.

### X-Factor, X-Terminators y Nuevos Mutantes
Con la mentoría de X-Factor, Skids y Rusty comenzaron a aprender más sobre sus poderes, y fueron los primeros de varios aprendices de X-Factor. Compartieron otras aventuras junto con el resto de los aprendices de X-Factor, en algún momento llamándose a sí mismos los X-Terminators.
Durante la historia de Inferno, los X-Terminators se unieron a los Nuevos Mutantes para ayudar a rescatar a los bebés mutantes del demonio N'astirh quien los estaba usando para ayudar a mantener un portal abierto al Limbo. Skids ayudó a los Nuevos Mutantes y a Namor, el Sub-Marinero contra un monstruo submarino. Al final de Inferno, Skids se unió a los Nuevos Mutantes, junto con Rusty, Rictor y Boom-Boom. Skids y Rusty se enteraron de que Fuerza de la Libertad estaba tomando bebés mutantes que fueron secuestrados durante la invasión demoníaca a la custodia del gobierno para su explotación. Rusty y Skids fueron separados del grupo por algún tiempo. La Fuerza de la Libertad los rodeó en la isla de la Estatua de la Libertad. El campo de fuerza de los patines bloquea sus ataques, pero simplemente esperan hasta que el puro agotamiento la deje caer. Las llamas de Rusty son neutralizadas por Pyro, miembro de Fuerza de la Libertad, que puede controlar cualquier llama generada por otra fuente. La pareja fue capturada por la Fuerza de la Libertad.
Los otros Nuevos Mutantes no pudieron rescatar a sus amigos debido a sus aventuras concurrentes. Rusty y Skids escaparon de sus celdas para detener a los criminales Nitro y Buitre. Escaparon de la prisión federal y derrotaron a Nitro, pero gracias a la pelea, Rusty regresó a la mira de Fuerza de la Libertad. Mientras intentaba escapar, fue herido gravemente por Blob y fueron recapturados por Fuerza de la Libertad. Mientras se recuperaban en el hospital, él y Skids fueron contactados por miembros de la Frente de Liberación Mutante. Con los soldados abriendo fuego contra ellos, sintieron que no había otra opción que unirse a ellos.

### Frente de Liberación Mutante
Poco después, Rusty y Skids son controlados por Stryfe que le siguieran ciegamente. Debido a esto, Rusty y Skids no tuvieron reparos en atacar al excompañero de equipo Bala de cañón durante la historia de la canción de X-Cutioner. Al final de esta historia, la Frente de Liberación Mutante fue entregado a las autoridades.
Poco después, Rusty y Skids fueron secuestrados por los Amigos de la Humanidad. Mientras eran transportados, Fuerza-X (el equipo creado por los antiguos miembros de Nuevos Mutantes), los rescató. Al regresar a su base, Fuerza-X pronto se enfrentó a Exodus. Invitaba a los nuevos mutantes originales, Bala de cañón y Sunspot a Avalon, un "refugio seguro" para los mutantes seleccionados. Bala de cañón se negó a ir a menos que todos los antiguos nuevos mutantes presentes (Boom Boom, Rictor, Rusty y Skids) también fueran invitados. Mientras Exodus se quejaba de que Rusty y Skids estaban "dañados" debido a su lavado de cerebro, finalmente accedió.

### Avalon
Al llegar a Avalon, los mutantes fueron llevados al "Salvador" (en realidad a Magneto), quien usó sus poderes para deshacer el lavado de cerebro hecho a Rusty y Skids. Cuando Fuerza-X llegó para salvar a sus amigos, Rusty y Skids decidieron que se quedarían con Magneto, sintiendo que se lo debían. Con esto hecho, se unieron a los Acólitos.
Poco después de la historia de Era de Apocalipsis, un cuerpo mutante (Holocausto) fue descubierto flotando en el espacio cerca de Avalon. Fue traído a bordo. Mientras estaba en guardia vigilando el cuerpo que se suponía que estaba congelado, la fuerza vital de Rusty fue drenada por el Holocausto, matándolo. El Holocausto luego destruyó la estación espacial Avalon, dejando a Skids varada en un pedazo de escombros que caía en picada lejos de la estación, luchando por mantener su campo de fuerza. Skids fue rescatada por Jean Grey y llevada a la mansión de los X-Men para recibir atención médica. Al recuperarse, Skids abandonó la mansión sin ser notada.

### Universidad
Skids se había convertido en una estudiante universitaria, estudiando ciencias biológicas. Ella fue contactada por sus amigos en Fuerza-X que estaban en un viaje por carretera a través del país, pero todos fueron atacados por el villano Reignfire, quien estaba liderando una encarnación de la Frente de Liberación Mutante. Durante el encuentro, el campo de fuerza de Skids interrumpió las habilidades de teletransportación del miembro de FLM Locus, causando que ambos quedaran atrapados en una reacción trans-espacial que los depositó en el país balcánico de Latveria. Skids y Locus fueron capturados por una hechicera llamada Pandemonia, la autodenominada Reina del Caos, que buscó reclutar mutantes en su propio ejército personal, pero Skids y Fuerza-X la derrotaron con la ayuda de la joven hechicera Jennifer Kale.

### Corporación-X
A pesar de su decisión de retirarse de la actividad relacionada con los mutantes y del superheroismo, Skids fue finalmente reclutada por el excompañero Nuevo Mutante, Sunspot, ahora líder de la sucursal en Los Ángeles de la Corporación-X (una red mundial que apoya las causas mutantes), para unirse su causa. Esta facción ayudó a los X-Treme X-Men después de que el villano Elias Bogan tomó posesión mental de algunos de sus miembros. Skids fue derrotada en la batalla por un Bishop poseído, quien le conectó un generador que la hizo girar rápidamente en la superficie de su propio campo de fuerza resbaladizo. Finalmente, sin embargo, los héroes restantes derrotaron a Bogan.
Poco después, el fundador de X-Men, Charles Xavier (quien también fundó X-Corps inicialmente) desbandó la red cuando decidió que el mundo se había vuelto demasiado peligroso para los mutantes en el sector público, y es probable que Skids haya vuelto a la vida civil.

### Día-M y el Apocalipsis
Cuando la mutante fantasma de la realidad, la Bruja Escarlata, usó sus poderes para anular las habilidades de la mayoría de las habilidades sobrehumanas de los mutantes del mundo (un evento que posteriormente se conoció como el Día M), Skids se encontró sorprendida y posiblemente incluso decepcionada al enterarse de que se mantuvo de sus propios poderes. En las secuelas anti-mutantes que siguieron, Skids terminó siendo uno de los varios mutantes restantes que buscaban refugio en la propiedad de Xavier, compartiendo una tienda de campaña con los mutantes Magma y Outlaw. Durante este tiempo, el antiguo némesis de los X-Men, Apocalipsis atacó la finca con sus leales jinetes. El jinete hambre agotó las energías de los refugiados del campamento, obligándolos a anhelar el sustento de cualquier tipo. Cuando Apocalipsis les ofreció su poder de sangre, fue todo lo que los héroes pudieron hacer para evitar que Skids y otros mutantes desesperados aceptaran la sustancia maligna. A pesar de esta casi traición, Xavier perdonó a Skids y los demás y les permitió permanecer en el terreno. Los patines finalmente abandonaron el campamento y no se volvió a saber de ellos durante algún tiempo.

### S.H.I.E.L.D.
Skids se convierte en una agente de S.H.I.E.L.D. y se le asigna una posición como agente operativo del grupo escindido de Morque de Masque, quienes intentan llevar a cabo los diseños del fallecido precognitivo del Morlock Qwerty. Simultáneamente, se le asigna a infiltrarse en los rivales Morlock de Masque, una secta más pacifista que, sin embargo, estaba igualmente dedicada a Qwerty y su libro de profecías. Esta secta hizo del santuario subterráneo Lindisfarne su base de operaciones, que albergaba su texto sagrado de las escrituras de Qwerty. En ambos roles, Skids aparentemente fingió igual devoción a las profecías de Qwerty.
Apareciendo como una recluta reticente e indiferente (y posiblemente alcohólica) de la facción de Masque, participó a propósito en el plan de Masque para desfigurar a los humanos mediante el bombardeo de un tren subterráneo con un arma química que altera los genes. Su cubierta profunda le impidió interferir cuando Masque los deformó con sus poderes. Tampoco hizo nada para detener a Masque y su cohorte Bliss cuando decidieron secuestrar y torturar a Leech, su antigua amiga de cuando eran aprendices de X-Factor. Los X-Men Tormenta, Warpath, Hepzibah y el ex-Morlock Caliban persiga a Masque en los túneles y encuentre a Skids inconsciente después de que fue atrapada en el fuego cruzado de un intento de ataque a la tripulación de Masque por otros agentes de S.H.I.E.L.D. Se preguntan por qué está allí, y mientras Caliban defiende a su personaje, Tormenta cuestiona su lealtad debido a su complicada historia con los X-Men. Cuando un Centinela de S.H.I.E.L.D. ataca a los X-Men, creyendo que son leales a Masque, Skids se recupera y se hace cargo de la investigación. Luego rellena a los X-Men en su tarea y las profecías de Qwerty, las lleva a Lindisfarne y las presenta a la amiga y sacerdotisa de Qwerty, Delphi.
Más tarde, Skids y los X-Men son capturados por el equipo de Masque. Masque quiere iniciar una guerra entre humanos y mutantes restantes a través de un devastador ataque terrorista, y dejar los cadáveres de sus cautivos en la escena para deslegitimar aún más la visión de Xavier. Los cautivos escapan, y mientras los X-Men derrotan a Masque, Skids abandona la escena con el libro de Qwerty. 
Skids encontró a Magneto en un cementerio local y le dio el libro, informándole que ella se metería en muchos problemas si sus acciones eran descubiertas. Ella dijo que el libro decía que Magneto todavía era un mutante.

## Poderes y habilidades
Sally Blevins es una mutante con poder sobre un campo de deflexión de protección personal semipermeable. Proporciona protección casi total contra todos los ataques, excepto los de fuerza insuficiente, como el gas. Su campo de fuerza dispersa los asaltos de energía, refleja el impacto cinético de sí mismo y niega la fricción, por lo que es imposible aferrarse a ella. Los patines no se pueden agarrar o enredar cuando se usan sus poderes. Esto también la hace inmune a los poderes de Masque, ya que él no puede tocarla. Skids puede moverse a velocidades más rápidas al correr, "patinando" la superficie de su campo de fuerza a través de otras superficies.
Originalmente, Sally no pudo apagar su campo de fuerza, pero aprendió con la práctica. Al concentrarse, puede extender su campo de fuerza para proteger a otros en su área inmediata, al menos hasta 30 pies cúbicos (0,85 m³).

## Otras versiones

### Era de Apocalipsis
En el décimo aniversario de la Era de Apocalipsis, Skids hizo una breve aparición. Al igual que muchos otros mutantes que no se consideran lo suficientemente dignos para servir a Apocalipsis, Skids fue uno de los muchos reclusos en los Criaderos de Perros que escaparon después de la caída de Apocalipsis. Junto con un rastro de mutantes escapados se instalaron en las alcantarillas y crearon una vez más la sociedad de Morlocks. No confiaban en ningún forastero, ni siquiera en los X-Men, ahora oficiales de caza mutantes del gobierno humano recién restaurado, cuando se aventuraron en el territorio de Morlock, invitándolos a venir y vivir con ellos en el mundo de la superficie. Los Morlocks los atacaron por temor a ser encerrados y arrojados de vuelta a las jaulas por ellos. Debido a los experimentos que fue sometida en Criaderos, los poderes de Skids se han dominado hasta tal punto que podría protegerse a sí misma y a otras personas de los rayos de Tormenta. No obstante, los X-Men saldrían victoriosos y los Morlocks fueron devueltos al Instituto Xavier, donde fueron detenidos. Su destino después de ser remitido a la custodia del gobierno es desconocido.

### What If
En la realidad mostrada en What if (2nd series) # 85, Xavier y Magneto dejaron a un lado sus diferencias pacíficamente, y Avalon se quedó tranquilo en la órbita de la Tierra. Sin embargo, el sueño de Magneto de un refugio pacífico para mutantes no se hizo realidad, ya que no más de diez años después, sus Acólitos se atacaron mutuamente. Algunos querían trasladar a Avalon a otra galaxia, pensando que todavía estaban demasiado cerca de la influencia de la humanidad, mientras que los otros creían que debían matar a la humanidad y conquistar la Tierra por sí mismos. Rusty y Skids se mantuvieron alejados de ambos lados y las luchas constantes, estando más ocupados con ellos mismos, ya que esperaban un hijo. Hank McCoy ayudó a dar a luz al primer bebé de Avalon y, al examinar al niño, encontró algo especial en su composición genética. Aparentemente, el hijo de Sally y Rusty, Sean Collins, fue el siguiente paso en la evolución humana, Homo ultima, capaz de elegir y alterar su mutación en la madurez. A medida que se corrió la voz, las diferentes facciones de Acolyte dejaron de lado sus diferencias, y sintiéndose amenazadas por la llegada de una nueva raza, se unieron para atraer a Rusty y Skids y matar a su bebé. Con Sean muerto, Sally y Rusty dieron la espalda a los Acólitos y regresaron a la Tierra. La parte triste fue que en realidad el niño era un mutante normal; Magneto había falsificado los resultados de las pruebas, consciente de que sus Acólitos necesitaban un enemigo común contra el cual unirse.

## En otros medios
Skids apareció en el episodio de X-Men "No Mutant is an Island", con la voz de Tara Strong. 